# Ariendorf

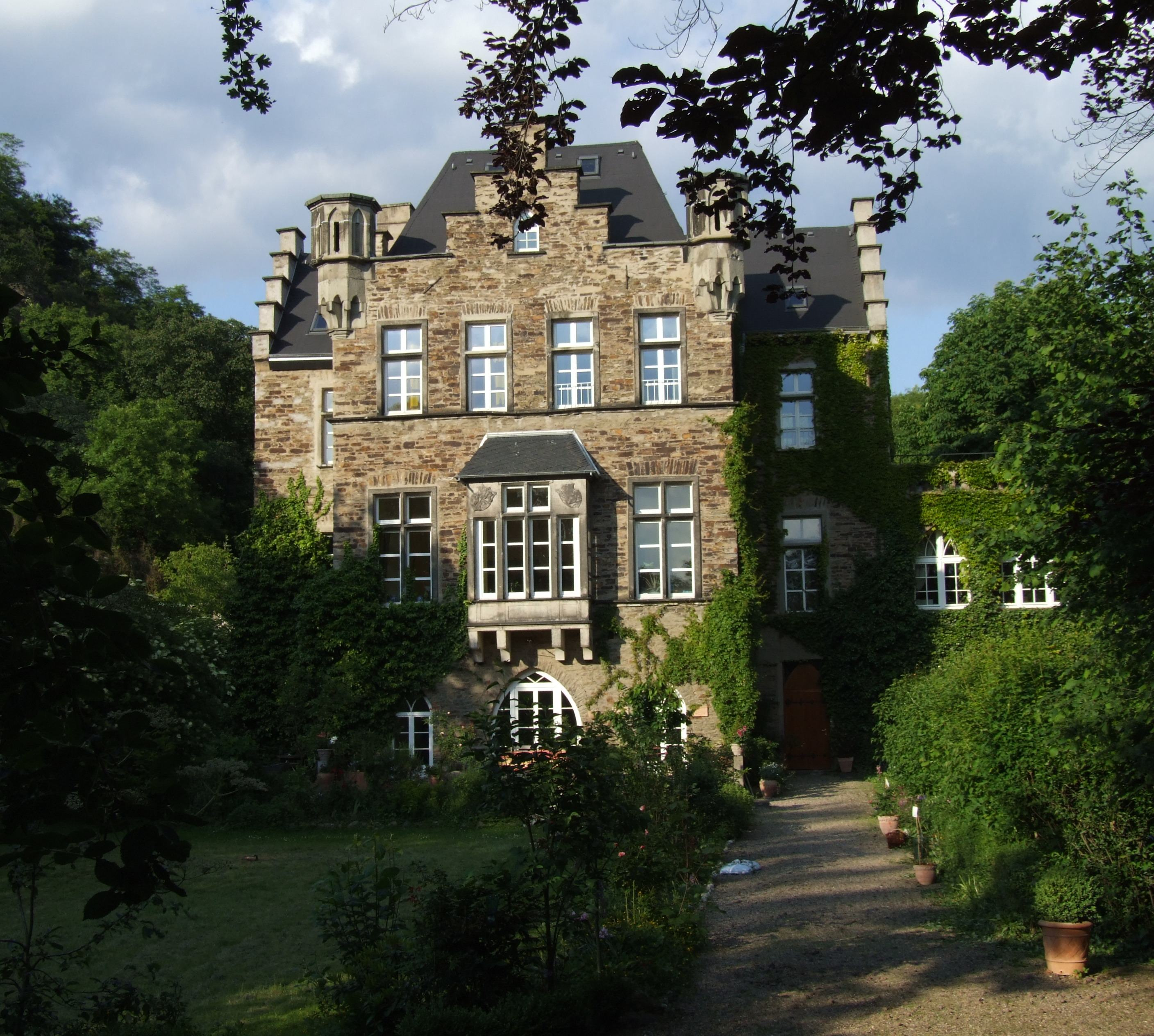
Burg Ariendorf

Ariendorf, früher auch Burg Argendorf, ist ein Stadtteil von Bad Hönningen im Landkreis Neuwied in Rheinland-Pfalz mit 407 Einwohnern (Stand 2017).

## Lage
Ariendorf liegt ca. 2 km nördlich der Stadtmitte von Bad Hönningen direkt am rechten Rheinufer im Naturpark Rhein-Westerwald. Nördlich von Ariendorf liegt die Ortsgemeinde Leubsdorf (2 km) und die Stadt Linz am Rhein (5 km). Durch den Ort fließt der Ariendorfer Bach, der bis zum Jahr 1967 eine politische Grenze zwischen Leubsdorf und Bad Hönningen bildete.

## Geschichte

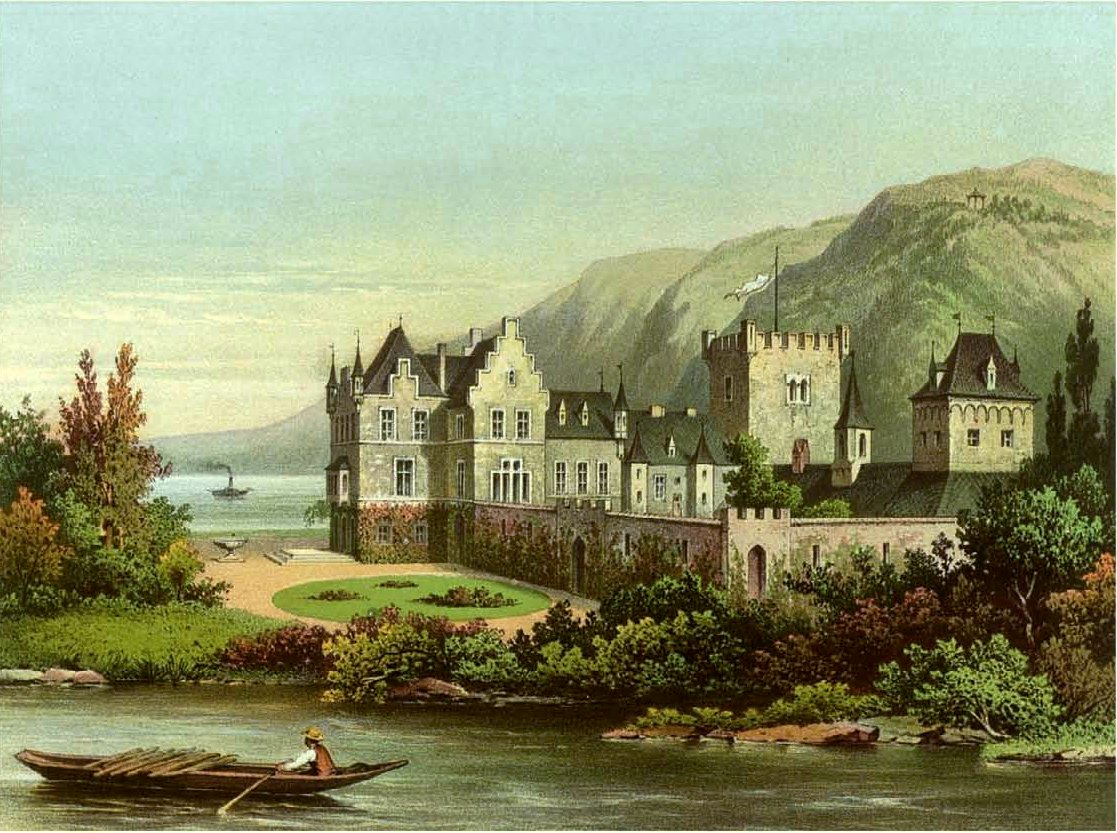
Burg Argendorf um 1860, Sammlung Alexander Duncker

Der Name des Ortes wird mit „Arindorf“ in einer Urkunde vom 25. April 1217 erstmals genannt, in der der Trierer Erzbischof Theoderich von Wied dem Pfarrer von Linz am Rhein den Weinzehnten „vom Bach Luppistorp bis zum Dorf Arinsdorp“ zuweist. Schon in einer Urkunde des Kaisers Heinrich IV. aus dem Jahr 1059 wird ein Hof „Ara“ oder „Are“ als Eigentum des Klosters Nivelles genannt. Im benachbarten Leubsdorf war der Gertrudenhof als Besitz dieses Klosters bereits in einer Urkunde aus dem Jahr 639 erwähnt.
Aus einer Schenkung der Gräfin Mechthild von Sayn geht hervor, dass sie im Jahr 1250 ihre Besitzungen, zu denen auch das spätere Amt Linz gehörte, dem Kölner Erzbischof Konrad von Hochstaden zuwies. Seitdem gehörte die vom Bach aus gesehene rechte Seite des Dorfs (Unterbach) zu Leubsdorf und damit zu Kurköln, links vom Bach gehörte das Dorf (Oberbach) zum damaligen Dorf Hönningen und zu Kurtrier. Diese Grenze zwischen den beiden Kurfürstentümern bestand bis zu deren Auflösung im Jahr 1803. Die Erzbischöfe von Trier, die zugleich Kurfürsten waren, blieben für beide Teile der geistliche Vorgesetzte. Die Folge war, dass die „Oberbächer“ wie vorher schon zum Kirchspiel Hönningen gehörten und „Trierer Untertanen“ waren, die „Unterbächer“ aber gehörten nun dem Kirchspiel und Amt Linz an und wurden „Kölner Untertanen“.
Zuweilen mag es wegen der Teilung des Orts Spannungen gegeben haben, die aber weniger von der Bevölkerung ausging, denn die „Unterbächer“ (Kölner Untertanen) und die „Oberbächer“ (Trierer Untertanen) waren häufig miteinander verwandt, sondern aus den Zehnt- und sonstigen Ansprüchen der Schultheißen und Pfarrer.
Der Streit entzündete sich an der im Jahr 1712 auf der Trierer Seite des Bachs gemeinsam von den Oberbächern und den Unterbächern gebauten Kapelle. Die Unterbächer errichteten ihre Abgaben weiter nach Linz und Leubsdorf, gingen aber in die auch von ihnen gebaute Kapelle im Ort. Aus dem Jahr 1785 wird berichtet, dass der an den Glöckner, der zugleich der Flurschütze war, zu entrichtende Zehnt von den „Unterbächern“ nicht gezahlt wurde. Die Gemeinde Hönningen forderte nun diese Abgaben, welche die „Unterbächer“ aber verweigerten, weil sie ja „Kölnische Untertanen“ seien und keine Abgaben in das Trierische Hönningen zu leisten hätten. Den „Unterbächern“ wurde daraufhin nicht nur der Zugang zur Kapelle verwehrt, sondern auch das Totengeläut. Es kam zu einer Beschwerde beim Koblenzer Gericht, dieses lehnte aber eine Entscheidung ab, weil es keine Befugnis auf dem Kölner Gebiet habe. Nun wurden vom Pfarramt Hönningen in der Kapelle in Ariendorf keine Messen mehr gelesen.
Aufgrund des Reichsdeputationshauptschlusses wurden die Kurfürstentümer im Jahr 1803 aufgelöst, 1815 kam das Rheinland an Preußen, aber die Aufteilung Ariendorfs in die Gemeinden Leubsdorf und Hönningen blieb bis zum Jahr 1967.

## Eingemeindung
Auf Drängen der Einwohner wurde 1965 unter der Federführung des Neuwieder Landrats Oster damit begonnen die beiden Ortsteile links und rechts des Ariendorfer Bachs zusammenzuführen. Nachdem sich im Jahr 1966 sowohl der Leubsdorfer wie auch der Bad Hönninger Gemeinderat für eine Flurbereinigung ausgesprochen hatten und ein neuer Grenzverlauf nördlich von Ariendorf festgelegt war, verfügte die Landesregierung mit Wirkung vom 1. Januar 1967 die Eingemeindung. Ariendorf war nach einer 715 Jahre langen Trennung wieder politisch vereint und wurde Stadtteil von Bad Hönningen, Leubsdorf erhielt eine Entschädigung.

## Sehenswürdigkeiten
Alte Kapelle

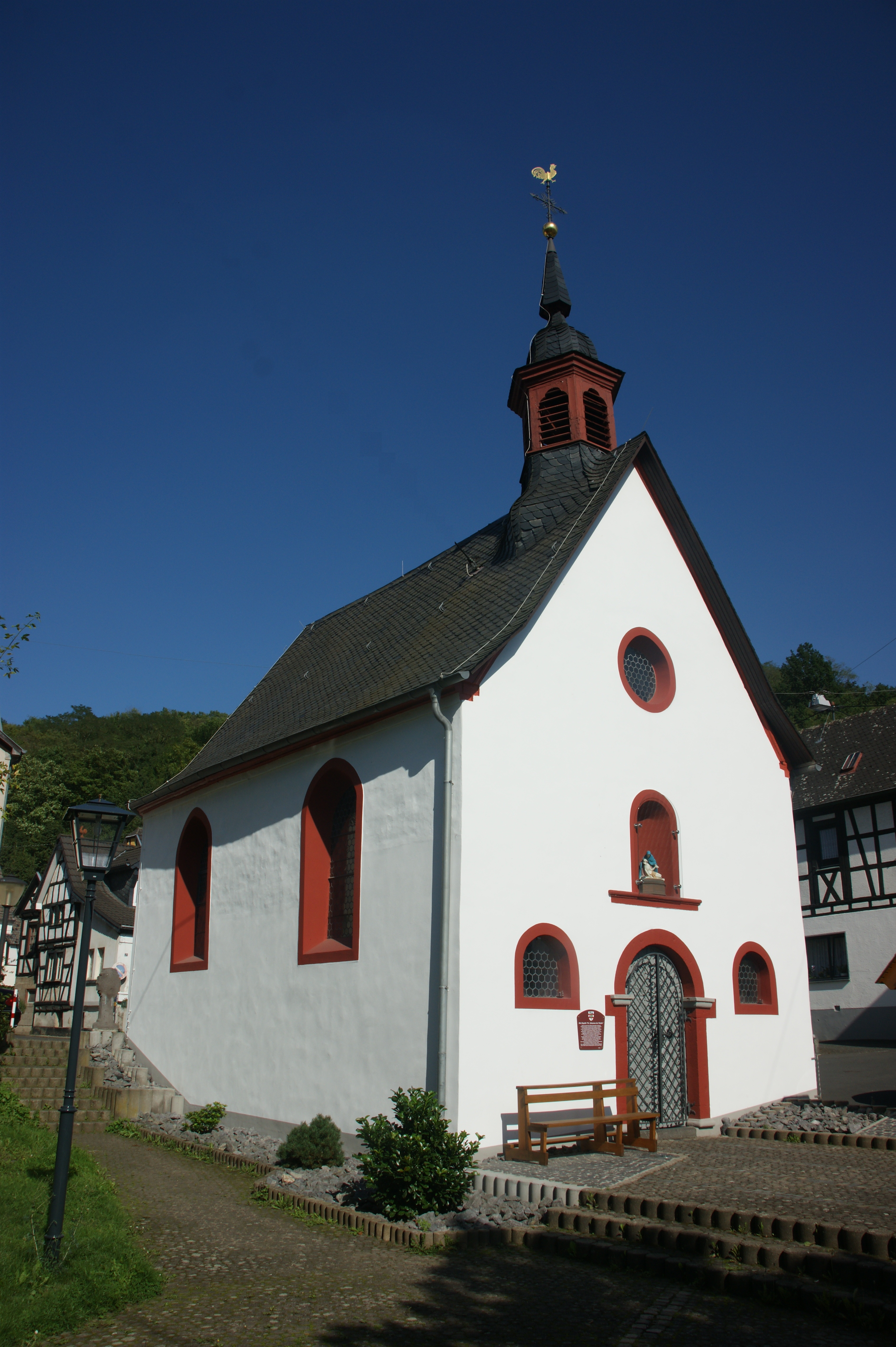
Kapelle Ariendorf

Die in der Ortsmitte stehende Kapelle wurde im Jahr 1712 gebaut und ist St. Johann Baptist geweiht. Bis 1957 diente sie dem Ort als katholische Kirche. Nachdem die in den 1950er Jahren gebaute neue Kirche im Jahre 2009 niedergelegt wurde, ist die Kapelle heute wieder die Kirche des Ortes. Es handelt sich um ein einschiffiges Tonnengewölbe mit 3/8 Chorabschluss. Von der Innenausstattung ist eine Gruppe aus Tonfiguren, welche die vier Evangelisten darstellen, zu nennen.
Burg Ariendorf

Die Burg Ariendorf wurde 1845/1846 nach einem Entwurf des Kölner Dombaumeisters Ernst Friedrich Zwirner, wohl unter Verwendung älterer Bauteile, errichtet. Die Burg ist ein in gotisierender Form gelagerter Bau, mit Zinnen und Ecktürmen.
Fachwerkhäuser

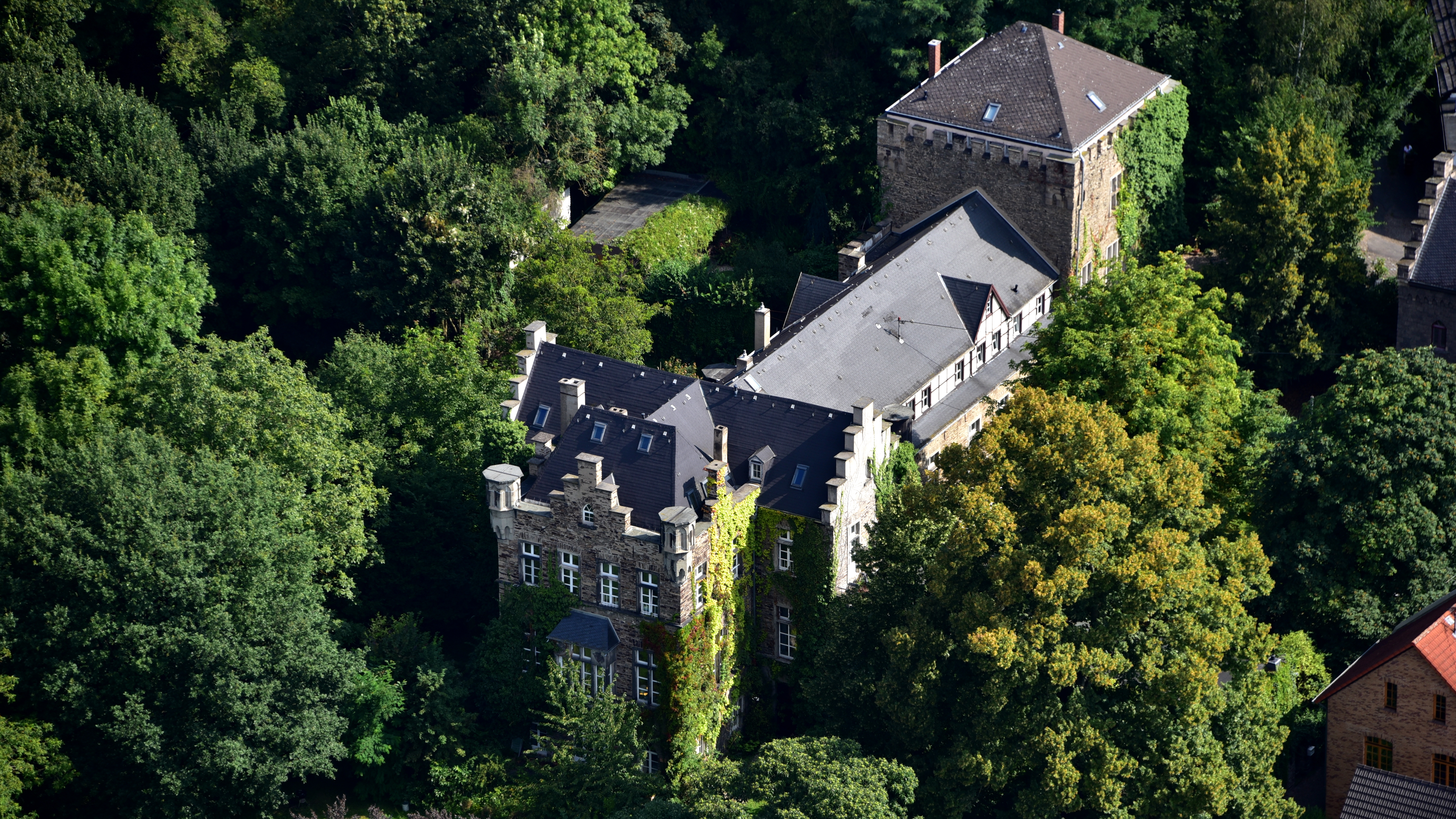
Burg Ariendorf, Luftaufnahme (2016)

Bemerkenswert sind eine Anzahl von Fachwerkhäusern aus dem 17. und 18. Jahrhundert, zum Teil in geschlossener Reihung.
Ariendorfer Pegelturm

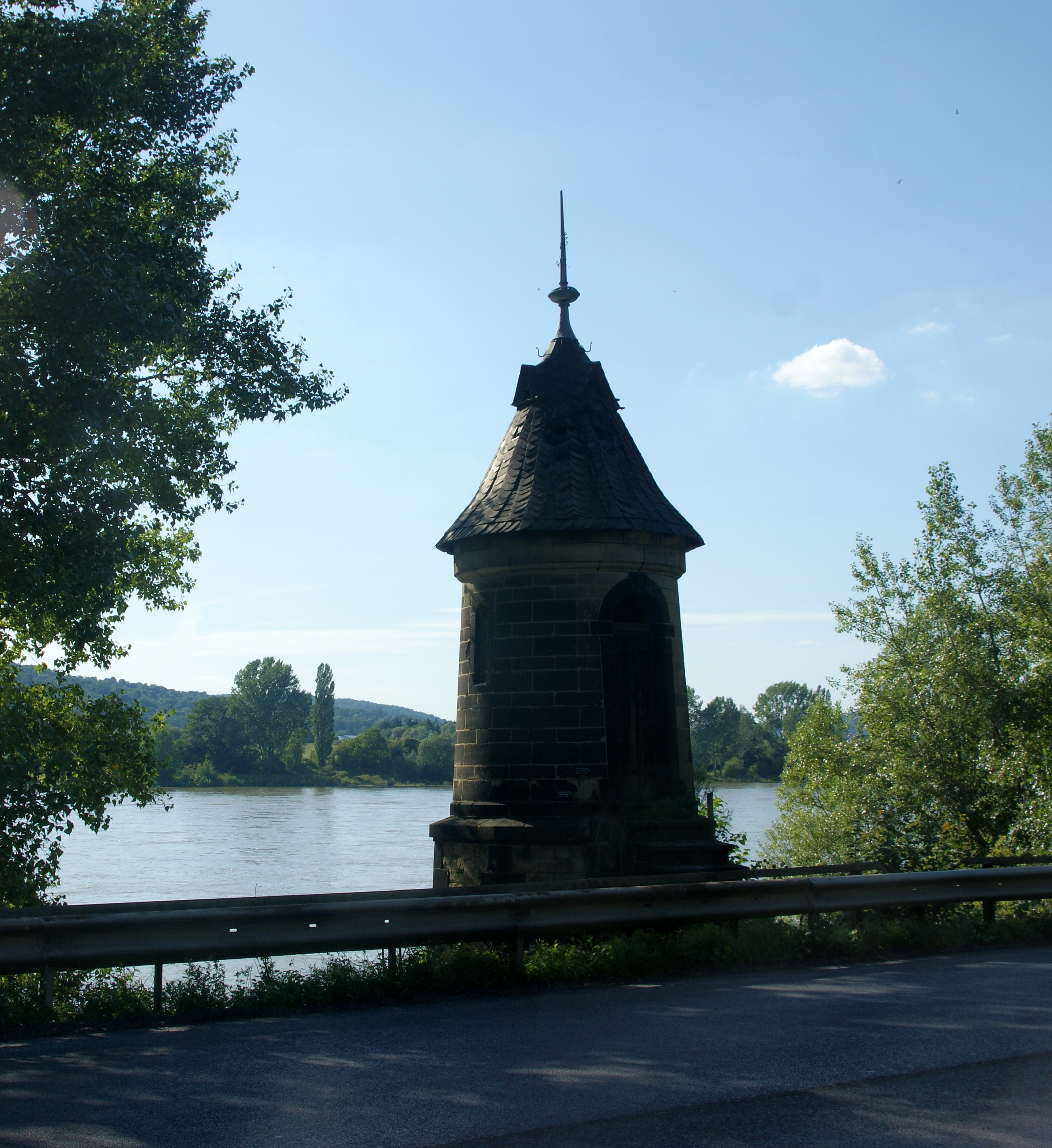
Pegel Ariendorf

Der „Ariendorfer Pegel“, ist einer der letzten seiner Art im unteren Mittelrheintal. Dieser Turm wurde laut Schriftzug im oberen Abschlussstein der steinernen Türeinfassung im Jahre 1900 erbaut und diente bis 1951 als Schreibpegel, um den Wasserstand des Rheins zu kontrollieren. Im Inneren führt ein Schacht etwa sieben Meter senkrecht nach unten, und von diesem zweigt ein weiterer Schacht horizontal ab zur Flusssohle. Heute wird er nicht mehr genutzt und verfällt nach und nach.
Ariendorfer Glockenstuhl

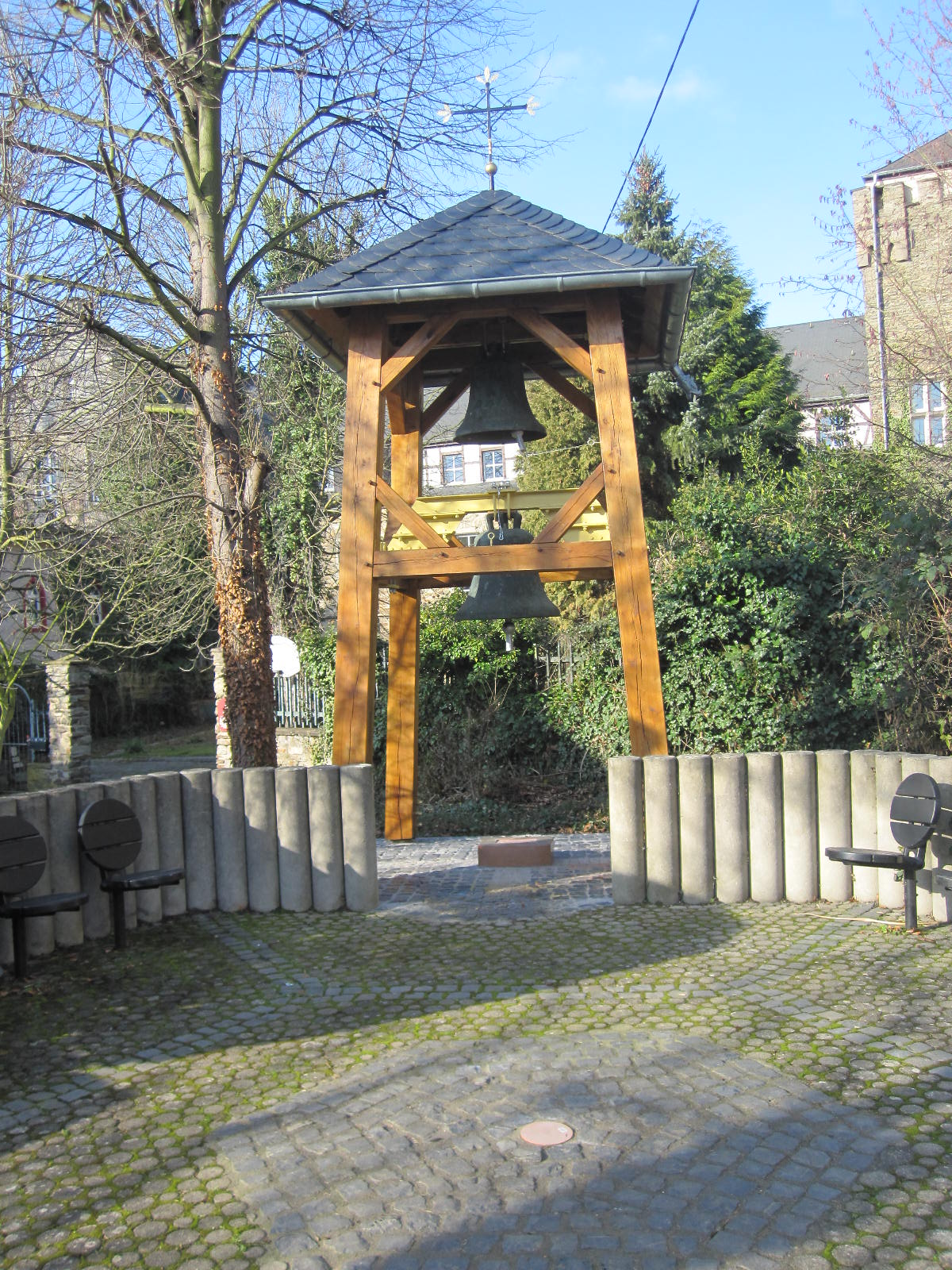
Glockenstuhl Ariendorf

Der neue gebaute Eichenholz-Glockenstuhl beherbergt zwei Glocken aus der 2009 abgerissenen, nur 50 Jahre alt gewordenen Filialkirche an der Bergstraße. Die Glocken wurden bei der Firma FW. Schilling 1958 in Heidelberg gegossen. Erstes Glockengeläut am 7. August 1958, letztes Geläut in der Filialkirche am 31. Oktober 2009. Die Einweihung des neuen Glockenstuhls fand am 3. Oktober 2013 statt.
- Obere Glocke: Marienglocke, 200 kg; Ton-d
- Untere Glocke: Johannes Glocke 270 kg; Ton-c